# Skopiec
Skopiec (720,7 m n.p.m.) – szczyt w Górach Kaczawskich, w południowo-zachodniej Polsce, w Sudetach Zachodnich, w gminie Janowice Wielkie.
Góra znajduje się w południowo-środkowej części Gór Kaczawskich, w środkowej części Grzbietu Południowego, około 400 m na północ od szczytu Baraniec, około 2,8 km na południowy zachód od centrum Wojcieszowa i około 7 km na północny wschód od centrum Janowic Wielkich.
Szczyt należy do Korony Gór Polski, Korony Sudetów oraz Korony Sudetów Polskich.
Skopiec jest trzecim co do wysokości szczytem Gór Kaczawskich. Dawniej uważany był za najwyższy, lecz nowe pomiary lidarowe oraz geodezyjne wskazały, że wyższe są Okole i Folwarczna. Wyrasta w środkowej części Grzbietu Południowego, w kształcie słabo zaznaczonej kopuły, z niewyraźnie podkreśloną częścią szczytową i średnio stromymi zboczami. Powierzchnia wierzchowiny jest tak wyrównana, że wierzchołek jest trudno rozpoznawalny w terenie. Od południowego zachodu wzniesienie wydzielone jest Przełęczą Komarnicką, nad którą nieznacznie górując, opada do niej krótkim zboczem. Góra stanowi bliźniaczą kulminację Barańca, położonego po południowej stronie i oddzielonego płytkim siodłem. Wzniesienie budują łupki, marmury (wapienie krystaliczne), zieleńce. Są to formacje skał przeobrażonych stanowiących pozostałość po dawnych wylewach wulkanicznych na dnie morza oraz osadach morskich.
Szczyt w całości porasta las mieszany z przewagą świerka a zbocze południowe, oraz częściowo wschodnie i zachodnie, zajmuje las świerkowy regla dolnego. Zbocze wschodnie i zachodnie góry, poniżej szczytu częściowo zajmują łąki i pola uprawne.

## Inne
Na wierzchołku znajduje się małe rumowisko skalne, a ponad 40 metrów na północ od najwyższego punktu geodezyjny znak pomiarowy A.C.0270 o wysokości 718,6 m n.p.m.

## Turystyka
Podnóżem wzniesienie prowadzą szlaki turystyczne:
- żółty - prowadzi zachodnim podnóżem z Komarna do Wojcieszowa i dalej
- niebieski - fragment szlaku E-3 prowadzi południowym podnóżem z Kaczorowa na Przełęcz Widok i dalej.

Na szczyt wzniesienia prowadzi ścieżka. Najwyższy punkt wzniesienia znajduje się po zachodniej stronie, kilka metrów od ścieżki - oznaczony jest tabliczką na słupku, do którego przymocowano skrzynkę z pieczątką. Góra zaliczana jest do Korony Gór Polski, gdyż w momencie jej ustalania uznawana była ona za najwyższą w Górach Kaczawskich (z podawaną wysokością 724 m).